# Colombières
Colombières ist eine französische Gemeinde im Département Calvados in der Region Normandie mit 206 Einwohnern (Stand: 1. Januar 2022). Colombières gehört zum Arrondissement Bayeux und zum Kanton Trévières. 

## Geografie
Colombières liegt etwa 29 Kilometer westnordwestlich von Bayeux. Umgeben wird Colombières von den Nachbargemeinden Canchy und Longueville im Norden, Écrammeville im Nordosten, Bricqueville im Osten und Südosten, Isigny-sur-Mer im Süden und Westen, Monfréville im Westen und Nordwesten sowie La Cambe im Nordwesten.

## Bevölkerungsentwicklung
| 1962                      | 1968 | 1975 | 1982 | 1990 | 1999 | 2006 | 2013 |
| ------------------------- | ---- | ---- | ---- | ---- | ---- | ---- | ---- |
| 362                       | 306  | 231  | 247  | 218  | 225  | 196  | 207  |
| Quelle: Cassini und INSEE |      |      |      |      |      |      |      |

## Sehenswürdigkeiten
- Kirche
- Schloss Colombières aus dem 14. Jahrhundert, Monument historique

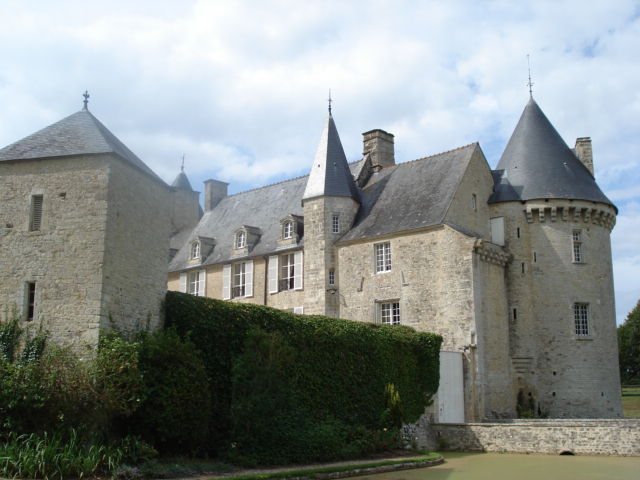
Schloss Colombières